# NGC 183
NGC 183 es una galaxia elíptica localizada en la constelación de Andrómeda.